# Terapija z izpostavljanjem
Izpostavljanje je proces desenzitizacije na fobijo. Vključuje odučenje povezave med fobično situacijo in anksioznim odgovorom ter vzpostavljanje asociacije med to situacijo in občutkom sproščenosti. 
V terapiji z izpostavljanjem klient ustvari hierarhijo situacij glede na nivo anksioznosti, ki ga posamezna situacija sproži. Gre navadno za osem do 12 ali celo do 20 korakov, včasih pa so, če klient težko prehaja med dvema stopnjama, potrebni tudi vmesni koraki. Pri premagovanju fobije je v na začetku koristno, če klienta spremlja oseba, ki ji nudi podporo (lahko terapevt), kasneje pa klient samostojno prehodi korake.
Ta tehnika je bolj učinkovita od sistematične desenzitizacije z imaginacijo.